# Танса (Белчешти)
Танса (рум. Tansa) насеље је у Румунији у округу Јаши у општини Белчешти. Oпштина се налази на надморској висини од 102 m.

## Становништво
Према подацима из 2011. године у насељу је живело 1062 становника.